# Къща-чудовище
„Къща-чудовище“ (на английски: Monster House) е американска компютърна анимация от 2006 г. на режисьора Гил Кенън (в режисьорския му дебют), по сценарий на Дан Хармън, Роб Шраб и Памела Петлър, а озвучаващия състав се състои от Мичъл Мусо, Сам Лърнър, Спенсър Лок, Стив Бушеми, Ник Кенън, Маги Джиленхол, Кевин Джеймс, Ник Кенън, Джейсън Лий, Фред Уилард, Джон Хедър, Катрин О'Хара и Катлийн Търнър, както и човешките хора, които са анимирани с използването на моушън кепчър анимация с екшън на живо, който предишно е използван във „Полярен експрес“ (2004). Това е първият анимационен филм на Сони, който е продуциран от Sony Pictures Imageworks.
Продуциран от ImageMovers на Робърт Земекис, Amblin Entertainment на Стивън Спилбърг (който го прави първият пълнометражен анимационен филм след „Балто“) и Relativity Media (първия им анимационен филм), филмът е пуснат по кината от Columbia Pictures на 21 юли 2006 г. Има критичен и комерсиален успех, който получава позитивни отзиви от критиката и печели 142 млн. долара срещу бюджет от 75 млн. долара. Филмът получава номинация на наградите „Оскар“ за най-добър анимационен филм, но губи от „Весели крачета“.

## Актьорски състав
- Мичъл Мусо – Ди Джей Уолтърс
- Сам Лърнър – Чаудър
- Спенсър Лок – Джени Бенет
- Стив Бусеми – Хорас Небъркракър
- Маги Джилънхол – Елизабет „Зий“
- Кевин Джеймс – Полицай Ландърс
- Ник Кенън – Полицай Лестър
- Джон Хедър – Реджиналд Скълински „Черепа“
- Джейсън Лий – Боунс
- Катрин О'Хара – Госпожа Уолтърс, майка на Ди Джей
- Фред Уилард – Господин Уолтърс, баща на Ди Джей
- Катлийн Търнър – Констанс Гигантката, съпруга на Небъркракър

## Награди и номинации
| Награда                              | Категория                                | Номиниран(и)                             | Резултат  |
| ------------------------------------ | ---------------------------------------- | ---------------------------------------- | --------- |
| Награди на филмовата академия на САЩ | Най-добър пълнометражен анимационен филм | Най-добър пълнометражен анимационен филм | номинация |
| Награди „Ани“                        | Най-добър пълнометражен анимационен филм | Най-добър пълнометражен анимационен филм | номинация |
| Награди „Ани“                        | Режисура в пълнометражна анимация        | Гил Кенън                                | номинация |
| Награди „Ани“                        | Озвучаване в пълнометражна анимация      | Маги Джилънхол                           | номинация |
| Награди „Ани“                        | Озвучаване в пълнометражна анимация      | Сам Лърнър                               | номинация |
| Награди „Ани“                        | Озвучаване в пълнометражна анимация      | Спенсър Лок                              | номинация |
| Награди „Ани“                        | Сценарий в пълнометражна анимация        | Дан Хармън, Роб Шраб и Памела Петлър     | номинация |
| Златен глобус                        | Най-добър пълнометражен анимационен филм | Най-добър пълнометражен анимационен филм | номинация |
| Сатурн                               | Най-добър анимационен филм               | Най-добър анимационен филм               | номинация |
| Сатурн                               | Най-добър актьор/актриса                 | Мичъл Мусо                               | номинация |
| Сатурн                               | Най-добра музика                         | Дъглас Пайпс                             | номинация |

През 2008 г. Американския филмов институт номинира филма в списъка в топ 10 в списъка за анимационни филми.

## В България
В България филмът е пуснат по кината на 8 септември 2006 г. от „Александра Филмс“.
През 2007 г. е издаден на DVD от „Прооптики България“.
На 1 април 2012 г. е излъчен премиерно по bTV.
През 2015 г. е излъчен многократно по HBO.
На 18 юни 2022 г. се излъчва и по FOX.

### Дублажи

#### Нахсинхронен дублаж
| Роля               | Изпълнител        |
| ------------------ | ----------------- |
| Чаудър             | Живко Джуранов    |
| Джени              | Марина Димитрова  |
| Небъркракър        | Георги Новаков    |
| Елизабет           | Ралица Ковачева   |
| Боунс              | Радослав Рачев    |
| Ландърс            | Николай Пърлев    |
| Лестър             | Тодор Николов     |
| Черепа             | Стефан Сърчаджиев |
| Констанс           | Таня Михайлова    |
| Майката на Ди Джей | Цветана Мирчева   |
| Други гласове      | Георги Стоянов    |

#### Войсоуър дублажи
| Озвучаващи артисти  | Живка Донева Петя Миладинова Георги Стоянов Явор Караиванов Живко Джуранов Георги Тодоров |
| Преводач            | Даниела Славчева                                                                          |
| Тонрежисьор         | Наталия Василева                                                                          |
| Режисьор на дублажа | Тамара Войс                                                                               |

| Озвучаващи артисти | Адриана Андреева Ива Апостолова Йоанна Микова Димитър Кръстев Стоян Цветков |